# Gerres phaiya
Gerres phaiya és una espècie de peix pertanyent a la família dels gerrèids.

## Descripció
- Fa 13,7 cm de llargària màxima.
- Aletes pèlviques i anal de color groc.[5]

## Hàbitat
És un peix marí, de clima tropical i demersal.

## Distribució geogràfica
Es troba a l'Índic occidental: la costa sud-occidental de l'Índia i, probablement també, la badia de Bengala i el mar d'Andaman.

## Observacions
És inofensiu per als humans.